# Acidosasa
Acidosasa is een geslacht uit de grassenfamilie (Poaceae). De soorten van dit geslacht komen voor in Azië.

## Soorten (selectie)
- Acidosasa breviclavata
- Acidosasa brilletii
- Acidosasa chienouensis
- Acidosasa chinensis
- Acidosasa edulis
- Acidosasa guangxiensis
- Acidosasa lingchuanensis
- Acidosasa nanunica
- Acidosasa notata
- Acidosasa purpurea
- Acidosasa venusta